# Il quinto giorno (film)
Il quinto giorno è un film del 1994 diretto da Stelvio Massi, alla sua ultima pellicola.

## Trama
Un'équipe di medici del Centro America viene presa in ostaggio da un dittatore dello Stato, il colonnello Hasley affida a due uomini decisi  ad affrontare il pericolo pur di liberare gli ostaggi.